# Richfield (Ohio)
Richfield – wieś w Stanach Zjednoczonych, w stanie Ohio, w hrabstwie Summit.